# 目録部 (大正蔵)
目録部（もくろくぶ）とは、大正新脩大蔵経において、中国における仏教経典（三蔵・大蔵経）の目録（経録）文献をまとめた領域のこと。
『出三蔵記集』『大唐内典録』『開元釈教録』『貞元新定釈教目録』等が含まれる。
第24番目の部であり、収録されている典籍ナンバーは2145から2184まで。巻数では第55巻に相当する。

## 構成

### 巻別
- 目録部 第55巻 - No.2145-2184

### 詳細
目録部 第55巻 - No.2145-2184
- 2145.『出三蔵記集』
- 2146.『衆経目録』（法経等）
- 2147.『衆経目録』（彦琮）
- 2148.『衆経目録』（静泰）
- 2149.『大唐内典録』
- 2150.『続大唐内典録』
- 2151.『古今訳経図紀』
- 2152.『続古今訳経図紀』
- 2153.『大周刊定衆経目録』
- 2154.『開元釈教録』
- 2155.『開元釈教録略出』
- 2156.『大唐貞元続開元釈教録』
- 2157.『貞元新定釈経目録』
- 2158.『大唐保大乙巳歳続貞元釈教録』
- 2159.『伝教大師将来台州録』
- 2160.『伝教大師将来越州録』
- 2161.『御請来目録』
- 2162.『根本大和尚真跡策子等目録』
- 2163.『常暁和尚請来目録』
- 2164.『霊巌寺和尚請来法門道具等目録』
- 2165.『日本国承和五年入唐求法目録』
- 2166.『慈覚大師在唐送進録』
- 2167.『入唐新求聖教目録』
- 2168A.『恵運禅師将来教法目録』
- 2168B.『恵運律師書目録』
- 2169.『開元寺求得経疏記等目録』
- 2170.『福州温州台州求得経律論疏記外書等目録』
- 2171.『青龍寺求法目録』
- 2172.『日本比丘円珍入唐求法目録』
- 2173.『智証大師請来目録』
- 2174A.『新書写請来法門等目録』
- 2174B.『禅林寺宗叡僧正目録』
- 2175.『録外経等目録』
- 2176.『諸阿闍梨真言密教部類総録』
- 2177.『華厳宗章疏并因明録』
- 2178.『天台宗章疏』
- 2179.『三論宗章疏』
- 2180.『法相宗章疏』
- 2181.『注進法相宗章疏』
- 2182.『律宗章疏』
- 2183.『東域伝燈目録』
- 2184.『新編諸宗教蔵総録』